# Xoanodera trigona unisulcata
Xoanodera trigona unisulcata es una subespecie de escarabajo longicornio del género Xoanodera, tribu Cerambycini, subfamilia Cerambycinae. Fue descrita científicamente por Holzschuh en 2019.

## Descripción
Mide 20-26 milímetros de longitud.

## Distribución
Se distribuye por Tailandia.